# Der Hasenhirt
Der Hasenhirt ist ein Märchen (AaTh 570). Es steht in Johann Wilhelm Wolfs Deutsche Hausmärchen an Stelle 14.

## Inhalt
Der König verspricht seine Tochter dem, der einen goldenen Apfel bringt. Ein General zieht los und holt einen vom Wunderbaum. Als auf dem Rückweg aber ein graues Männchen ihn fragt, was er habe, sagt er „einen Dreck“. Er isst mit dem König und seiner Tochter, aber der Apfel ist zu Dreck geworden, und er wird eingesperrt. Ein desertierter Soldat teilt mit dem Männchen seine Brotzeit und kriegt den Apfel und ein Pfeifchen geschenkt. Beim König und der Tochter kann er vor Freude nicht essen. Er gefällt ihnen nicht, und der König lässt sich vom General beraten: Der Soldat soll drei Tage hundert Hasen hüten, oder er wird geköpft. Er verzagt, doch wie er das Pfeifchen bläst, kommen Hasen und exerzieren. Der General, die Kammerjungfer, die Prinzessin und der König kommen nacheinander verkleidet, ihm einen abzunehmen. Der Soldat lässt sie mit Schlägen bezahlen, die Prinzessin muss ihn küssen, der König eines Pferdes Schwanz. Die Hasen laufen ihnen auf einen Pfiff wieder weg. Zuletzt soll er einen Sack mit Wahrheiten füllen. Er lässt alle Hasen einmarschieren, dann alle, die einen wollten, er sagt, was sie dafür taten – zum König muss er nichts mehr sagen.

## Herkunft
Der Titel Der Hasenhirt ist bei Wolf mit einem Sternchen (*) versehen, was laut seiner Vorrede anzeigt, dass Wilhelm von Ploennies den Text ausarbeitete.
Der Apfel eingangs dient oft dazu, die kranke Prinzessin zu heilen. Das Hasenhirt-Märchen ist ansonsten recht typisch, das „Verdienen“ der Hasen mit Prügeln und Küssen noch freundlich erzählt. In unzensierten Texten wird Fleisch, Haut, Jungfernhaut abgeschnitten. Verbreitungsschwerpunkt dieser Märchen sind der deutschsprachige Raum, Finnland, Norwegen, Frankreich. Vgl. Grimms KHM 165 Der Vogel Greif, Bechsteins Der Hasenhüter und die Königstochter.
Walter Scherf hält die Prinzessin für eine spröde Schöne, die sich nicht vom Vater lösen kann. Im zweiten Teil kämen die Liebenden sich schon näher, weshalb sie auch zuletzt nicht leugnet. Scherf vergleicht zu Einzelmotiven Grimms KHM 165 Der Vogel Greif, Das Körbchen mit den Feigen in Felix Karlingers Das Feigenkörbchen. Volksmärchen aus Sardinien (1973), Nr. 2, den Roman Apollonius von Tyrus, KHM 22 Das Rätsel, KHM 191 Das Meerhäschen, KHM 52 König Drosselbart, H. C. Andersens Der Schweineknecht, Ulrich Jahns Nr. 33 Wie aus einem Schweinehirten ein König ward, Hans Soldat und die Prinzessin in Harri Meiers und Felix Karlingers Spanische Märchen (1961), Nr. 8, Die versteckte Königstochter in Josef Haltrichs Deutsche Volksmärchen aus dem Sachsenlande in Siebenbürgen (1882), Nr. 41, und schon 1856, Nr. 40, Vom goldnen Löwen in Laura Gonzenbachs Sicilianische Märchen (1870), Band 2, Nr. 68, Der Schweinejunge und die Königstochter in Wilhelm Buschs Ut ôler Welt, Nr. 39, Gion der Geißhirt bei Leza Uffer (Rätoromanische Märchen, Nr. 37, Die Märchen der Weltliteratur, 1973), Ulrich Jahns Hans, der Grafensohn, und die schwarze Prinzessin, KHM 29 Der Teufel mit den drei goldenen Haaren, Ludwig Bechsteins Deutsches Märchenbuch, Nr. 31 Der Hasenhüter und die Königstochter, Johann Wilhelm Wolfs Deutsche Hausmärchen, Nr. 32 Die Mandelkörbchen. Eine Federzeichnung zu Der Hasenhirt sei von Reinhard Michl.